# 帕尔尼
帕尔尼（法語：Pargny，法語發音：[paʁɲi]）是法国上法蘭西大區索姆省的一个市镇，属于佩罗讷区。

## 地理
帕尔尼（49°48'48"N, 2°57'6"E）面积3.68 平方千米，位于法国上法蘭西大區索姆省，该省份为法国北部沿海省份，北起加来海峡省和北部省，西接滨海塞纳省和大西洋英吉利海峡，南至瓦兹省，东临埃纳省。
与帕尔尼接壤的市镇（或旧市镇、城区）包括：索姆河畔贝唐库尔、埃佩南库尔、法尔维、莫尔尚、维勒库尔。

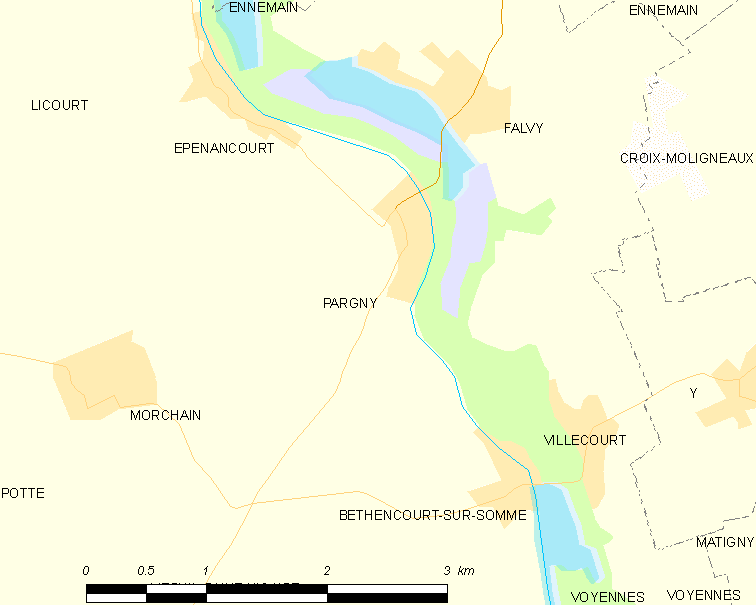
帕尔尼的OSM定位图

帕尔尼的时区为UTC+01:00、UTC+02:00（夏令时）。

## 行政
帕尔尼的邮政编码为80190，INSEE市镇编码为80616。

## 政治
帕尔尼所属的省级选区为阿姆县。

## 人口

1962-2008年间帕尔尼人口变化图示

帕尔尼于2022年1月1日时的人口数量为196人。